# Crespina Lorenzana
Crespina Lorenzana è un comune italiano sparso di 5 406 abitanti della provincia di Pisa in Toscana.
La sede comunale è situata nella frazione di Crespina.

## Geografia fisica

### Clima
- Classificazione climatica: zona D, 1696 GR/G (Crespina) 1750 GR/G (Lorenzana)
- Diffusività atmosferica: media, Ibimet CNR 2002

### Territorio
- Classificazione sismica: zona 2 (sismicità medio-alta), Ordinanza PCM 3274 del 20/03/2003

## Storia
È stato istituito il 1º gennaio 2014 dalla fusione dei comuni di Crespina e Lorenzana.

### Simboli
Lo stemma e il gonfalone del Comune di Crespina Lorenzana sono stati concessi con decreto del presidente della Repubblica del 12 luglio 2018.
(D.P.R. 12.07.2018
concessione di stemma e gonfalone)
Nello scudo sono riuniti i simboli ripresi dagli stemmi dei precedenti comuni: il serto di alloro e la fascia merlata di Lorenzana e il porcospino di Crespina.
Il gonfalone è un drappo partito di azzurro e di giallo.

## Monumenti e luoghi d'interesse

### Architetture religiose

#### Chiese parrocchiali
- Chiesa di San Michele a Crespina
- Chiesa di Sant'Andrea Apostolo a Cenaia
- Chiesa di San Bartolomeo a Lorenzana
- Chiesa dei Santi Jacopo e Cristoforo a Tripalle

#### Chiese minori
- Chiesa dei Santi Fabiano e Sebastiano a Tremoleto
- Chiesa della Madonna del Conforto, in località Ceppaiano

#### Oratori
- Oratorio di San Francesco a Crespina
- Oratorio di San Rocco a Crespina
- Oratorio di Santa Maria e San Ranieri a Villa Belvedere di Crespina

### Architetture civili
- Palazzo Lorenzi a Lorenzana
- Tenuta Torre a Cenaia
- Villa del Carretta o Villa Belvedere
- Villa Ciuti
- Villa Corsini Valdisonsi
- Villa Giuli
- Villa il Casermone
- Villa il Poggio
- Villa Ott
- Villa San Giorgio o Villa Regnoli
- Villa Sforni
- Villa Valery

## Società

### Evoluzione demografica
Abitanti censiti

### Distribuzione degli abitanti
| Frazioni             | Abitanti (2011) | Altitudine |
| -------------------- | --------------- | ---------- |
| Cenaia               | 2 086           | 21         |
| Crespina (capoluogo) | 592             | 86         |
| Lorenzana            | 329             | 127        |
| Laura                | 298             | 43         |
| Tripalle             | 124             | 86         |
| Tremoleto            | 105             | 116        |
| Altre località       | 1 708           | -          |

## Geografia antropica

### Frazioni
Nel territorio comunale di Crespina Lorenzana si contano sette frazioni, oltre al capoluogo comunale di Crespina:
- Cenaia
- Ceppaiano
- Laura
- Lavoria
- Lorenzana
- Tremoleto
- Tripalle

### Altre località del territorio
Sono inoltre da segnalare le numerose località sparse nel territorio comunale. Un'ulteriore distinzione può essere fatta tra borgate (o nuclei abitati) e agglomerati.
Sono classificate come borgate o nuclei abitati le seguenti località: Botteghino (40 m s.l.m., 45 ab.), Le Lame (27 m s.l.m., 84 ab.), Siberia (80 m s.l.m., 121 ab.).
Sono invece classificati come agglomerati: Belvedere, La Capannina, Cenaia Vecchia, Il Colle, Fungiaia, I Gioielli, Migliano, Pettinaccio, Roncione, La Tana, Volpaia, La Casa, Collealberti, Greppioli, Vicchio.

## Infrastrutture e trasporti
È presente nel territorio comunale una delle uscite della Strada di grande comunicazione Firenze-Pisa-Livorno, collocata nella frazione di Lavoria.

## Amministrazione
Di seguito è presentata una tabella relativa alle amministrazioni che si sono succedute in questo comune.
| Periodo         | Periodo        | Primo cittadino | Partito                                      | Carica                    | Note  |
| --------------- | -------------- | --------------- | -------------------------------------------- | ------------------------- | ----- |
| 1º gennaio 2014 | 26 maggio 2014 | Flavio Ferdani  |                                              | Commissario straordinario | [ 9 ] |
| 26 maggio 2014  | 26 maggio 2019 | Thomas D'Addona | lista civica: Democratici Insieme            | Sindaco                   | [ 9 ] |
| 26 maggio 2019  | 9 giugno 2024  | Thomas D'Addona | lista civica: Insieme per Crespina Lorenzana | Sindaco                   | [ 9 ] |